# 지구대진화 46억년
NHK스페셜 지구대진화 -46억년 인류로의 여행-(일본어: NHKスペシャル 地球大進化~46億年・人類への旅~, Miracle Planet) 또는 지구대진화 46억년은 NHK의 6부작 다큐멘터리 시리즈로, 캐나다 국립 영화 협회(NFB), 디스커버리 채널, 사이언스 채널 등과의 협력 작업으로 완성했다. 일본에서는 2004년 4월 17일 1부를 시작으로, 2004년 12월 25일 6부를 방송했다. 대한민국에서는 2007년 KBS에서 세계걸작다큐 우주탐사기획-경이로운 지구라는 제목으로 방영했다. 시리즈 내에는 권위있는 천문학자와 지구과학자, 미생물학자들의 인터뷰가 자주 등장한다.
지구대진화는 지구가 46억 년 전 탄생한 이래 조용한 것이 아닌, 격변적 사건들을 통해 지금의 생태계가 형성되고 그 마지막에 인간이 등장했음을 보여주고 있다. 시리즈 곳곳에는 컴퓨터 그래픽스 영상을 사용하여 사실감을 높이려는 시도를 하였다.
도이 히로노리가 배경음악 작곡을 맡았으며, 관현악단 연주는 호코야마 와타루가 담당했다.

## 목록
- 1부 지구 역사의 비밀
- 2부 얼어붙은 지구
- 3부 육상으로의 도약
- 4부 대량사멸과 포유류의 탄생
- 5부 인류의 눈에 숨겨진 비밀
- 6부 끝없는 모험가 인류

## DVD
태원엔터테인먼트에서 6부를 전반 3부, 후반 3부로 나누어 2007년 7월 19일 《경이로운 지구 Vol.1》을 내놓았고, 뒤이어 8월 21일 《경이로운 지구 Vol.2》를 시판했다.

## 참고 문헌
- dvdprime.com : <경이로운 지구 Vol.1> / 걸작 지구 과학 다큐멘터리[깨진 링크(과거 내용 찾기)]

1. ↑  NHK. “NHK스페셜:2004년 대형프로그램 - 4월”. 2008년 3월 15일에 원본 문서에서 보존된 문서. 2008년 6월 23일에 확인함.